# Barbara Stenka
Barbara Stenka – polska poetka i pisarka.

## Działalność
Od 1996 roku pracuje z grupą artystyczną Arfik i pisze dla dzieci, młodzieży i dorosłych. Są to głównie słowa piosenek i scenariusze widowisk teatralnych. Jest nie tylko autorką słów śpiewanych i mówionych przez Arfik, ale  instruktorką, autorką choreografii i inscenizacji.
W 2002 roku założyła teatr młodzieżowy Kostka Cukru. Jest tam autorką tekstów i instruktorką.
W 2002 roku napisała scenariusz i słowa piosenek widowiska muzycznego pt. „Okno mistrza świata”. Premiera miała miejsce w 2002 roku, w Teatrze Muzycznym w Gdyni.
Słowa piosenek Barbary Stenki można znaleźć także w programie Budzik, gdzie śpiewa je Jacek Wójcicki jako Pan Tenorek.
Stenka jest również autorką słów kilku piosenek szczecińskiego zespołu Sklep z Ptasimi Piórami. Przez kilka lat pisała limeryki dla dorosłych do czasopisma „Przekrój”.
Kabaretowe piosenki ze słowami Barbary Stenki emituje od kilku lat Radiowa Trójka (Akademia Rozrywki).
W lutym 2007 roku ukazała się pierwsza książka Barbary Stenki pt. ”Oj, Hela”. Książka przeznaczona jest dla czytelników od 8 lat wzwyż, wydało ją łódzkie Wydawnictwo Literatura. W marcu 2009 roku ukazała się druga książka  o przygodach Heli pt. „Hela i zajęcia pozaszkolne”. A wcześniej, w lutym 2009 – książka dla młodzieży „Akcja <<Chłopaki>>” wydana przez warszawską Naszą Księgarnię.
W lutym 2012 r. ukazała się "Piosenki Stenki" – książka z wierszami i tekstami piosenek poetki wraz z dołączoną płytą (Wydawnictwo Literatura).
W 2012 r. został wydany audiobook "Masło przygodowe", do nagrania którego Barbara Stenka zaprosiła Joannę Kołaczkowską z kabaretu Hrabi. Płyta ukaże się wiosną 2012 r.
We wrześniu 2013 r. premierę miała powieść  "Sekundnik" dla starszych czytelników.

## Nagrody
W 2001 r. Stowarzyszenie Autorów ZAiKS w Warszawie zorganizowało konkurs im. J. Brzechwy na wiersz przeznaczony dla dzieci. Wiersze Barbary Stenki zdobyły pierwszą i drugą nagrodę.
W roku 2004 wygrała konkurs poetycki Festiwalu Piosenki Aktorskiej we Wrocławiu – „Wielcy poeci, piszcie dla dzieci!”. Nagrodzone wiersze znalazły się w musicalu pt. „Bajka o sercu na strychu”.
W czerwcu 2010 r. autorka otrzymała pierwszą nagrodę w II Konkursie Literackim im. A.Lindgren za powieść pt. „Masło przygodowe”. Powieść ukazała się wiosną 2011 roku (Wydawnictwo Literatura). Książka ta otrzymała też Wyróżnienie Literackie 2011 polskiej sekcji IBBY.
W grudniu 2021 r. powieść "Zostań sama w domu" dostała główną nagrodę w konkursie Książka Roku Polskiej Sekcji IBBY.